# Carlos Delgado Chalbaud

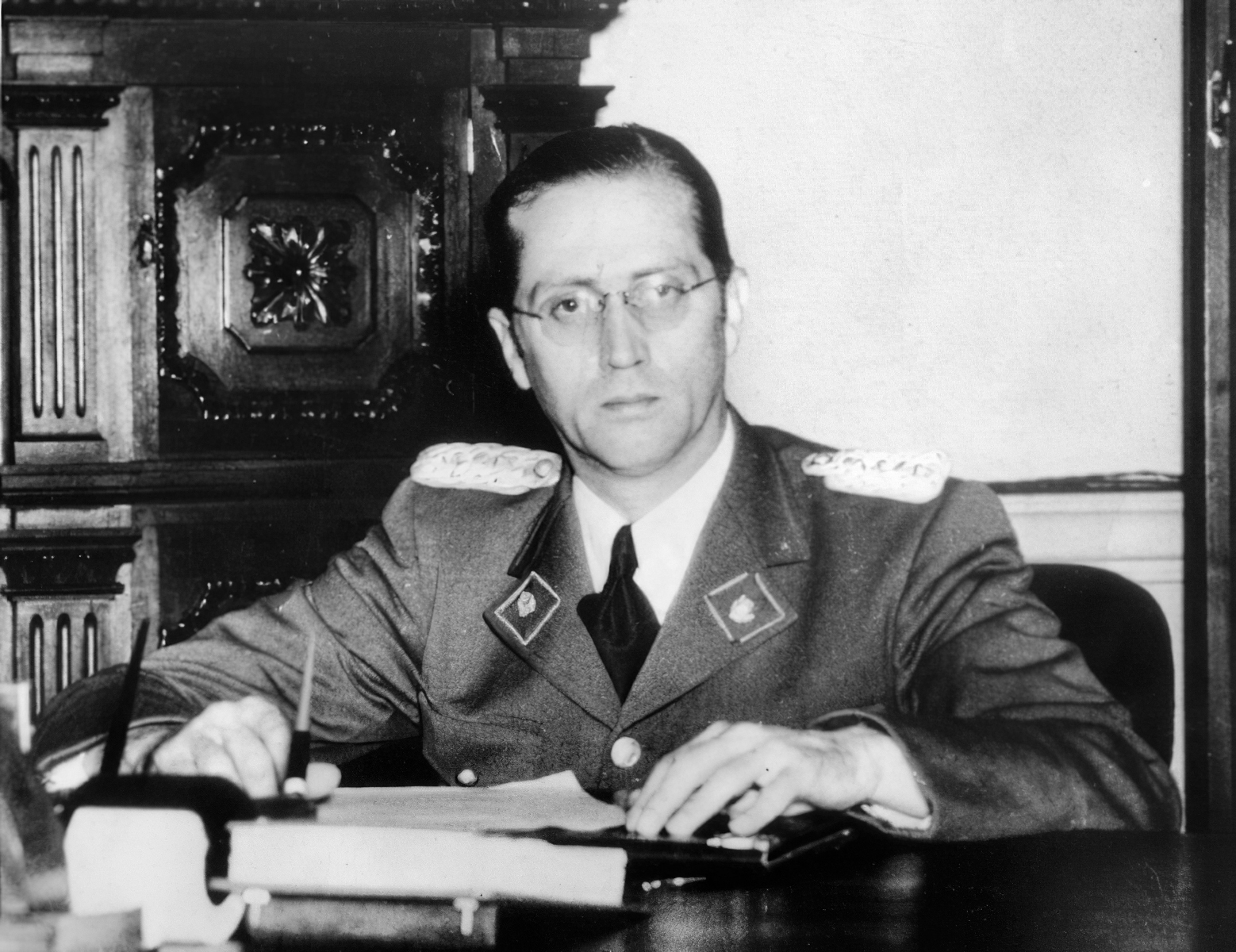
Carlos Delgado Chalbaud

Carlos Román Delgado Chalbaud Gómez (* 20. Januar 1909 in Caracas; † 13. November 1950 ebenda) war ein Politiker und Offizier und von 1948 bis 1950 Präsident von Venezuela.
Gemeinsam mit Zivilisten und anderen jungen Militärs (darunter auch der spätere Diktator Marcos Pérez Jiménez) putschte er am 18. Oktober 1945 gegen den amtierenden Präsidenten Isaías Medina Angarita.

## Leben

### Anfangsjahre und Karriere
Seine Eltern sind der General Román Delgado Chalbaud und Luisa Elena Gómez Velutini. Als Carlos Delgado gerade vier Jahre alt war, wurde sein Vater auf Anweisung seines Patenonkels, des Diktators Juan Vicente Gómez, verhaftet und die Familie musste nach Paris ins Exil.
1927 wurde sein Vater aus dem Gefängnis entlassen und startete – aus dem Pariser Exil – Vorbereitungen für eine Invasion, um Gómez zu stürzen. In dieser konspirativen Umgebung lernte Carlos Delgado einige Mitglieder der „Generación de 28“ kennen (Generation von 28; Studenten, die 1928 mit einem Aufstand gegen Gómez scheiterten).
Die Invasion fand unter Mitwirkung des deutschen Frachtdampfers Falke am 11. August 1929 in Cumaná statt, mit Carlos Delgado als Mitglied. Nach deren Scheitern (sein Vater fand dabei den Tod), kehrte er nach Paris zurück und beendete sein Studium der Ingenieurwissenschaft.
Nach dem Tod von General Gómez am 17. Dezember 1935 kehrte er nach Venezuela zurück und schloss sich 1939 dem Militär an, wo er Teil der „neuen Offiziersgeneration“ wurde, die einen institutionellen Wechsel des Landes anstreben. Am 18. Oktober 1945 beteiligte er sich am Putsch gegen Isaías Medina Angarita und wurde am folgenden Tag Mitglied der „Junta Revolucionaria de Gobierno“ (Revolutionäre Regierungsjunta). Diese erklärte ihm zum Kriegs- und Marineminister (später umbenannt in Verteidigungsminister).
Um seine Person formte sich der wachsende Widerstand gegen die Regierung der Acción Democrática und deren Präsidenten Rómulo Gallegos, der schließlich am 24. November 1948 zum Putsch führte.

### Präsidentschaft
Carlos Delgado wurde als Präsident dieser Militärjunta eingesetzt, in der auch Marcos Pérez Jiménez war.
Unter den ersten Maßnahmen der Junta waren die Auflösung des Kongresses und anderer, gesetzgebende Institute, sowie das Verbot der Acción Democrática. Weiters wurden früher verstaatlichte Güter wieder an ihre ursprünglichen Besitzer zurückgegeben.
Anfang 1950 gab es Streit um die Auflösung der Junta und einen allmählichen Übergang in eine Demokratie. Delgado erwog die Durchführung von Wahlen mit dem Ziel, einen im Einvernehmen mit den politischen Parteien und dem Militär ausgesuchten Präsidenten zu finden, wenn möglich vorerst Delgado selber.
Am 13. November 1950 wurde er jedoch von Rafael Urbina López entführt und umgebracht, viele Leute halten Marcos Pérez Jiménez für den Auftraggeber dieses Verbrechens. Da Delgado als gewissenhaft und sparsam galt – er verzichtete gar auf einen Fahrer – gibt es weitere mögliche Urherberschaften in Verwicklung mit Korruption.